# Abyssus abyssum invocat
Abyssus abyssum invocat è una locuzione latina tratta dalla traduzione latina della Vulgata del Salmo 41,  che letteralmente significa «l'abisso invoca l'abisso».
In un senso più ampio viene interpretato come un monito a tenersi lontano dal vizio perché compiere un male genera un altro male e nell'uso comune corrisponde alla frase idiomatica «un male chiama l'altro».

## Testo biblico
| Biblia Hebraica Stuttgartensia                            | Septuaginta | Vulgata Clementina                                                                                              | Diodati | Bibbia CEI |
| --------------------------------------------------------- | --- | --- | --- | --- |
| 8 תְּהֹֽום־אֶל־תְּהֹ֣ום קֹ֭ורֵא לְקֹ֣ול צִנֹּורֶ֑יךָ כָּֽל־מִשְׁבָּרֶ֥יךָ וְ֝גַלֶּ֗יךָ עָלַ֥י עָבָֽרוּ׃ | 8 ἄβυσσος ἄβυσσον ἐπικαλεῖται εἰς φωνὴν τῶν καταρρακτῶν σου, πάντες οἱ μετεωρισμοί σου καὶ τὰ κύματά σου ἐπ᾽ ἐμὲ διῆλθον. | 8 Abyssus abyssum invocat, in voce cataractarum tuarum; omnia excelsa tua, et fluctus tui super me transierunt. | 7 Un abisso chiama l'altro abisso, al suon de' tuoi canali; tutti i tuoi flutti e le tue onde mi son passate addosso. | 8 Un abisso chiama l'abisso al fragore delle tue cascate; tutti i tuoi flutti e le tue onde sopra di me sono passati. |